# Phradis terebrator
Phradis terebrator är en stekelart som beskrevs av Horstmann 1981. Phradis terebrator ingår i släktet Phradis och familjen brokparasitsteklar. Inga underarter finns listade i Catalogue of Life.